# Gefilte fish
Il gefilte fish o gefilte fisch (in yiddish געפֿילטע פֿיש‎?, "pesce ripieno") è un antipasto della cucina ebraica aschenazita.

## Storia
Anche se originariamente, in epoca medievale, il gefilte fish consisteva in carne di pesce macinata e rivestita dalla sua pelle, a partire dal sedicesimo secolo i cuochi iniziarono a saltare questo passaggio e questo impasto viene oggi più comunemente composto in polpette simili alle quenelle francesi. Sebbene venga consumato durante tutto il periodo dell'anno e sia talvolta disponibile nei punti vendita specializzati, il gefilte fish oggi è particolarmente popolare durante festività ebraiche fra cui lo Shabbat e la Pesach.
In Polonia, il gefilte fish viene chiamato karp po żydowsku ("carpa in stile ebraico") ed è un piatto tradizionale (soprattutto nelle regioni settentrionali vicino al Mar Baltico), servito durante la vigilia di Natale e il Sabato santo.

## Caratteristiche
Si tratta di polpette ricavate da filetti di pesce che, dopo essere stati macinati con vari ingredienti a piacere fra cui uova, cipolla, pane o briciole di matzah, spezie, sale, carote e patate, vengono fatte cuocere nel brodo. Per la loro preparazione vengono solitamente usati pesci di acqua dolce come la carpa, il coregone o il luccio e di acqua salata come il cefalo.